# 桜庭駅
桜庭駅（さくらばえき）は、北海道（留萌支庁）留萌市藤山町にあった北海道旅客鉄道（JR北海道）留萌本線の駅（廃駅）である。利用者僅少に伴い1990年（平成2年）10月1日に廃駅となった。

## 歴史

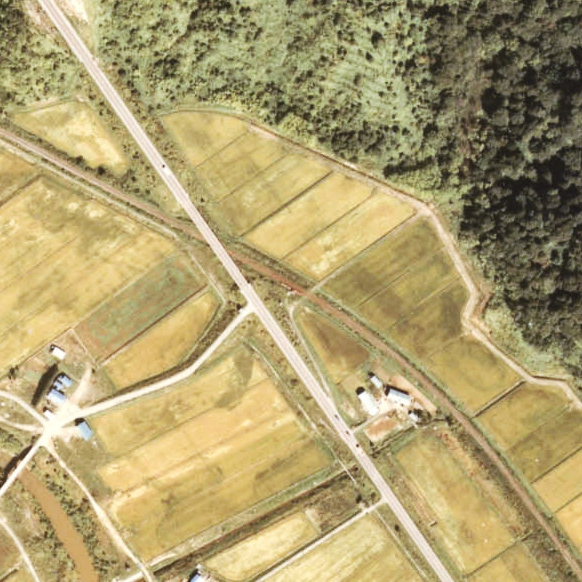
1977年の桜庭仮乗降場と周囲約500m範囲。左が留萌方面。

- 1963年（昭和38年）12月1日：日本国有鉄道留萠本線の幌糠駅 - 藤山駅間に桜庭仮乗降場（局設定）として新設開業[1]。
- 1987年（昭和62年）4月1日：国鉄分割民営化によりJR北海道に継承。同時に駅に昇格。桜庭駅となる[1]。
- 1990年（平成2年）
  - 3月10日：営業キロ設定。
  - 10月1日：利用者僅少に伴い廃止となる[1]。

### 駅名の由来
当地の留萌川南岸の支流に桜庭川があり、ここから採ったものと思われる。

## 駅構造
廃止時点で、単式ホーム1面1線を有する地上駅であった。転轍機を持たない棒線駅となっていた。
仮乗降場に出自を持つ無人駅であった。ホームは板張りであった。

## 駅周辺
- 国道233号（留萌国道）
- 留萌川
- 沿岸バス・道北バス「番外の沢」停留所

## 駅跡
廃駅後はすべての施設が撤去され、現在は跡形もなくなっている。

## 隣の駅
北海道旅客鉄道（JR北海道）
留萌本線（当駅廃止直前時点）
幌糠駅 - 桜庭駅 - 藤山駅